# Licencia Pública IBM
La Licencia pública de IBM (IPL en inglés) es una licencia de software libre o software de código abierto y usado a veces por IBM. Está aprobada por la Free Software Fundation se describe como una licencia de código abierto por la Open Source Initiative.
La IPL se diferencia de la GPL en que coloca la responsabilidad en el que publica o distribuye el código de software licenciado. De acuerdo con IBM esto es para facilitar el uso comercial del software de código abierto, eliminando el  riesgo de responsabilidades de los contribuidores. Los que propusieron la IPL pretendían dar una definición de responsabilidad más clara para el código que la GPL.

## Compatibilidad
La IPL es incompatible con la GPL porque contiene restricciones no incluidas en la GPL. De acuerdo con la FSF "Esto es una licencia de software libre. Desafortunadamente elige unas cláusulas legales que la hacen incompatible con la GPL de GNU."
La IPL también se diferencia de la GPL en el manejo de patentes, ya que la IPL acaba con las disputas de patentes.
Esta licencia también ha sido criticada porque requiere que los distribuidores comerciales de código cubiertos por esta licencia indemnicen a todos los creadores que van en contra de la corriente por todos los gastos legales relacionados con las denuncias llevadas a cabo por los usuarios del software. Se ha discutido que esto expone a los pequeños distribuidores (como por ejemplo a las distribuciones de Linux que se venden en CD) a gastos legales arbitrariamente grandes debido a quejas de los usuarios.
Ejemplos de proyectos de software con licencia de nivel e incluyen Postfix, OpenAFS, y el compilador de Java ahora ya no mantenido Jikes.